# ملا شیرین آخوند
ملا شیرین آخوند سیاستمدار اهل افغانستان است. وی والی کنونی ولایت کابل است. همچنین وی یکی از اعضای مذاکره کننده طالبان در قطر است. در گذشته او مسئول حفاظت ملا عمر در زمان امارت اسلامی افغانستان (۱۹۹۶-۲۰۰۱) بود.